# Penisvorfall
Als Penisvorfall (lat. Prolapsus penis; Penisprolaps) bezeichnet man in der Tiermedizin das Ausschachten des Penis bei Säugetieren über die Phase der sexuellen Erregung hinaus bzw. die Unfähigkeit den Penis in die Vorhaut zurückzuziehen. Größere praktische Bedeutung hat der Penisvorfall beim Hengst und beim Chinchillabock. Die entsprechende Erkrankung bei Reptilien ist der Hemipenisvorfall.

## Grundlagen
Bei den Nichtprimaten ist der Penis normalerweise in der Haut der Bauchwand verborgen. Bei sexueller Erregung stülpt sich sein freies Ende (Pars libera penis) infolge der Erektion aus („Ausschachten“) und wird nach dem Deckakt durch den Musculus retractor penis, beim Hengst auch durch die glatte Muskulatur des Penisschwellkörpers zurückgezogen. Zur Untersuchung des Penis muss bei Großtieren mittels einer Penisanästhesie (Leitungsanästhesie des Nervus pudendus oder seiner Penisäste) ein Penisvorfall künstlich herbeigeführt werden.
Ursachen für einen Penisvorfall sind sexuelle Überbeanspruchung, Innervationsstörungen, bei Hengsten die Verabreichung von Acepromazin und bei Chinchillas auch Haarringbildung um die Eichel.

## Klinisches Bild und Behandlung
Folgen eines andauernden Penisvorfalls sind Austrocknung der Eichel und Penisverletzungen, die bei längerem Bestehen zu einem Absterben führen. Therapeutisch kann versucht werden, den Penis nach Reinigung zurückzuverlagern. Bei starken Gewebsveränderungen oder häufigen Rezidiven muss eine Penisamputation in Erwägung gezogen werden.